# صلیب صربی
صلیب صربی (به سیریلیک صربی: Cрпски крст، آوانگاری: Srpski krst، همچنین به‌عنوان فولادهای آتشین (به سیریلیک صربی: Оцила، آوانگاری: Ocila) یکی از نمادهای ملی صربستان است و روی نشان و پرچم صربستان وجود دارد. این صلیب بر اساس یک نشان صلیب از دودمان پالایولوگی امپراتوری بیزانس ساخته شده است، با تفاوت در کاربرد صربی این است که صلیب معمولاً سفید روی پس‌زمینهٔ قرمز است، به جای طلایی بر روی پس‌زمینهٔ قرمز (اگرچه می‌توان آن را با طلایی نیز به تصویر کشید). صلیب صربی از عقاب امپراتوری روم و صلیب بیزانسی که نشان‌دهندهٔ امپراتوری روم شرقی در دوران پیش از اشغال عثمانی است، گرفته شده است.
از یک نماد متقاطع با چهار شکل "مهاجم آتش"، در اصل چهار حرف یونانی بتا (Β) تشکیل شده است. سنت صرب این نامه‌ها را به سنت ساوا، اسقف اعظم صرب‌ها در سدهٔ سیزدهم نسبت می‌دهد، و چهار شکل "مهاجم آتش" را به‌عنوان چهار حرف سیریلیک "С" تفسیر می‌کند، برای شعار فقط اتحاد صرب‌ها را نجات می‌دهد (سیریلیک صربی: Cамо слога Србина спасава، آوانگاری: Samo sloga Srbina spasava). صلیب صربی به‌طور مکرر در نشان‌شناسی صربی استفاده می‌شود و همراه با عقاب صربی، نماد اصلی نشان‌شناسی است که نشان‌دهندهٔ هویت ملی مردم صربستان است.

## تاریخ
صلیب با فولادهای آتشین از زمان رومیان به عنوان نماد استفاده می‌شده است، اما نه به عنوان نشان. برخی از مورخان آن را با لاباروم، پرچم امپراتوری کنستانتین بزرگ (ح. ۳۰۶–۳۳۷) مرتبط می‌کنند. در سدهٔ ششم صلیب با چهار میدان (با حروف یا هرالدریک) بر روی سکه‌های بیزانسی ظاهر می‌شود. این نماد از زمان نخستین رویداد، جنگ صلیبی عوام‌الناس (۱۰۹۶) توسط نخستین صلیبیون پذیرفته شد.
میخائیل هشتم پالایولوگی (۱۲۶۱–۱۲۸۲) این نماد را هنگام احیای امپراتوری بیزانس با حروف β شعار امپراتوری دودمان پالایولوگی: «شاه شاهان، به پادشاه کمک کن» (به یونانی باستان: Βασιλεύ Βασιλέων Βασιλεί Βοήθει) استفاده کرد. Basileu Basileōn, Basilei Boithi). در پرچم‌ها و سکه‌ها استفاده می‌شد. این نماد در ستون پرچم امپراتوری (διβελλιον) استفاده شده در مقابل همه بنرهای دیگر ظاهر می‌شود، که توسط Pseudo-Kodinos (ش. ۱۳۴۷–۶۸) به اشتباه به‌عنوان «صلیب با فولادهای آتشین» (σταυρον μετα πυρεκβολων) ثبت شده است، و در اطلس Conosçimiento de todos los reynos Castilian (ح. ۱۳۵۰) به تصویر کشیده شده است. همان‌طور که الکساندر سولوویف می‌نویسد، استفاده از حروف در نشان‌شناسی غربی وجود ندارد.

«صلیب تتراگرام»، نشان دودمان پالایولوگی، اواسط سدهٔ سیزدهم

قدیمی‌ترین منبع تاریخی حفظ شده صلیب مورد استفاده در صربستان مربوط به چراغ نفتی دچانی (Dečanski polijelej) است که هدیه‌ای به پادشاه استفان میلوتین (۱۲۸۲–۱۳۲۱)، کتتور (بنیانگذار) ویسوکی دچانی بود که اکنون در صومعه پروهور پیچینسکی است. استوجان نواکوویچ استدلال کرد که استفاده ثبت‌شده از صلیب صربستان به‌عنوان یک نماد ملی در سال ۱۳۹۷ و در زمان حکومت استفان لازارویچ آغاز شد. مورخ صربی استانوج استانوجویچ استدلال کرد که در سال ۱۳۴۵ و با ارتقاء استفان دوشان به امپراتور، استفاده از آن آغاز شد. در سده‌های میانی، هم «سبک یونانی» با فولادهای آتش بسته (β–B) و هم «سیله صربی» با فولادهای آتش باز (CS) در صربستان استفاده می‌شد.
نقشه‌ای که در سال ۱۴۳۹ توسط گابریل دو والسکا نوشته شده است، از صلیب صربی و عقاب برای به تصویر کشیدن صربستان استفاده کرده است.
در منابع نشان‌شناسی اسلاوی جنوبی (همچنین به عنوان اسلحه‌خانه‌های ایلیاتی شناخته می‌شود)، صلیب صربی در اسلحه‌خانه کره‌نیچ-نئوریچ (۱۵۹۵) یافت می‌شود که نشان‌های رسمی صربستان (Svrbiae) را به‌صورت یک صلیب سفید روی پس‌زمینه قرمز، با چهار نشان می‌دهد. فولادهای آتشین، همچنین خانه نجیب Mrnjavčević را با همان طرح، با رنگ‌های وارونه و عقاب صرب در مرکز صلیب به تصویر می‌کشند. به گفته ماورو اوربینی (۱۶۰۷)، ووکاشین مرنیاوچویچ (شاه، ۱۳۶۵–۱۳۷۱) و شاهزاده لازار هربلیانوویچ (۱۳۷۱–۱۳۸۹) از آن استفاده کردند. بعد، در بلگراد Armorial II (حدود ۱۶۰۰–۱۶۲۰)، فوجنیکا (بین ۱۶۷۵ و ۱۶۸۸)، اسلحه‌خانه استانیسلاوس روبچیچ (حدود ۱۷۰۰) و Stemmatographia (1741) یافت می‌شود، در حالی که هنوز هم ادامه دارد. در منابع هرالدیک خارجی استفاده می‌شود.
کلانشهر کارلوچی، که در سال ۱۶۹۱ تأسیس شد، آن را در مهر خود پذیرفت.
پس از انقلاب صربستان، صلیب صربستان بر روی تمام نشان‌های رسمی صربستان ظاهر شد، به جز نشان رسمی صربستان که در سال ۱۹۴۷ به تصویب رسید، که صلیب را برداشته و چهار S تزیین‌شده را به جای گذاشت. این امر به‌طور نمادین توسط دولت یوگسلاوی برای «محدود کردن اجتماعی و به حاشیه راندن سیاسی جوامع مذهبی و مذهب به‌طور کلی» انجام شد. میلوش اوبرنوویچ هنگام تشکیل نخستین واحدهای ارتش منظم در سال ۱۸۲۵، صلیب صربستان را به عنوان پرچم نظامی پذیرفت.

## نگارخانه

### تاریخی

#### پرچم‌ها

صربستان انقلابی (۱۸۰۴–۱۸۱۲)
شاهزاده صربستان (۱۸۳۵)
شاهزاده صربستان (۱۸۳۵–۱۸۸۲)
ویوودینا صربستان (۱۸۴۸–۱۸۴۹)
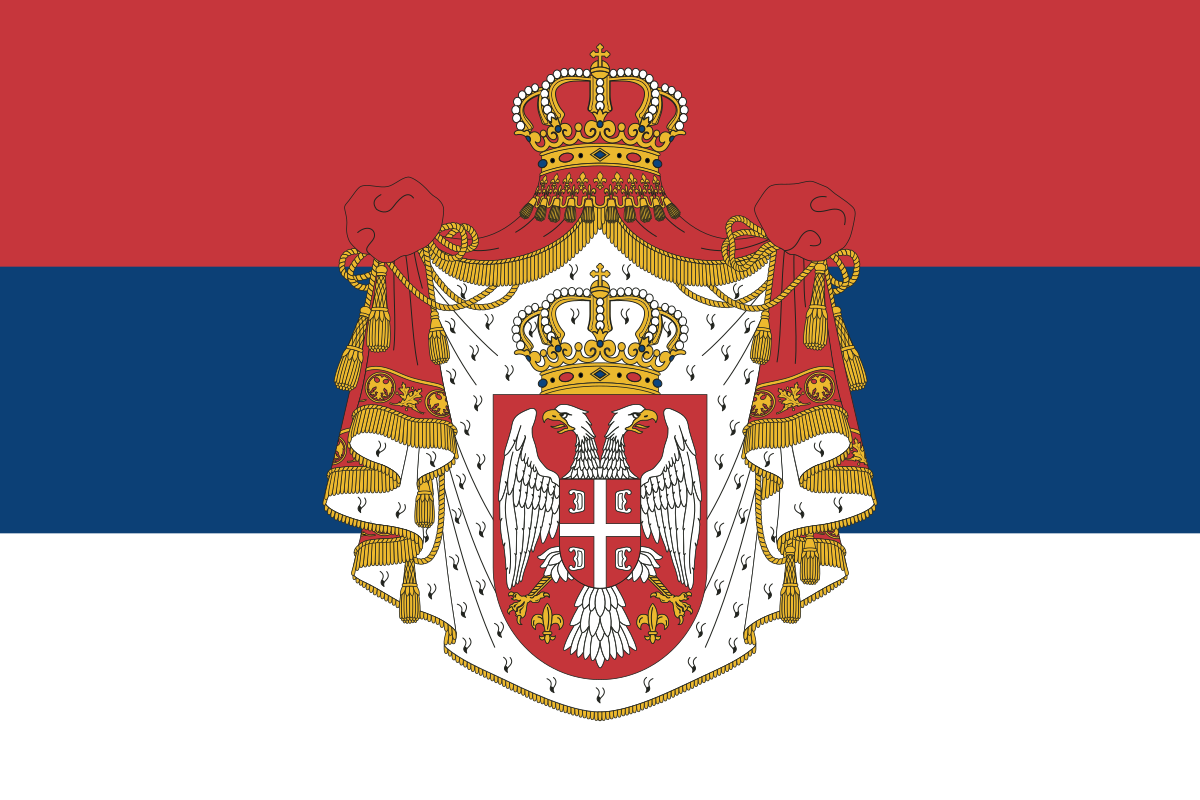
پادشاهی صربستان (۱۸۸۲–۱۹۱۸)
جمهوری صرب کراینا (۱۹۹۲–۱۹۹۵)
اسلوونی شرقی، بارانیا و سیرمیای غربی (۱۹۹۵–۱۹۹۸)
جمهوری صربستان (۲۰۰۴–۲۰۱۰)

#### منطقه‌ای

پرچم سنتی وویودینا
نشان سنتی وویودینا

### استفاده دیگر

#### نظامی

وصله شانه روی یونیفرم‌های خدمات نیروهای مسلح صربستان
وصله شانه روی لباس رزم نیروهای مسلح صربستان

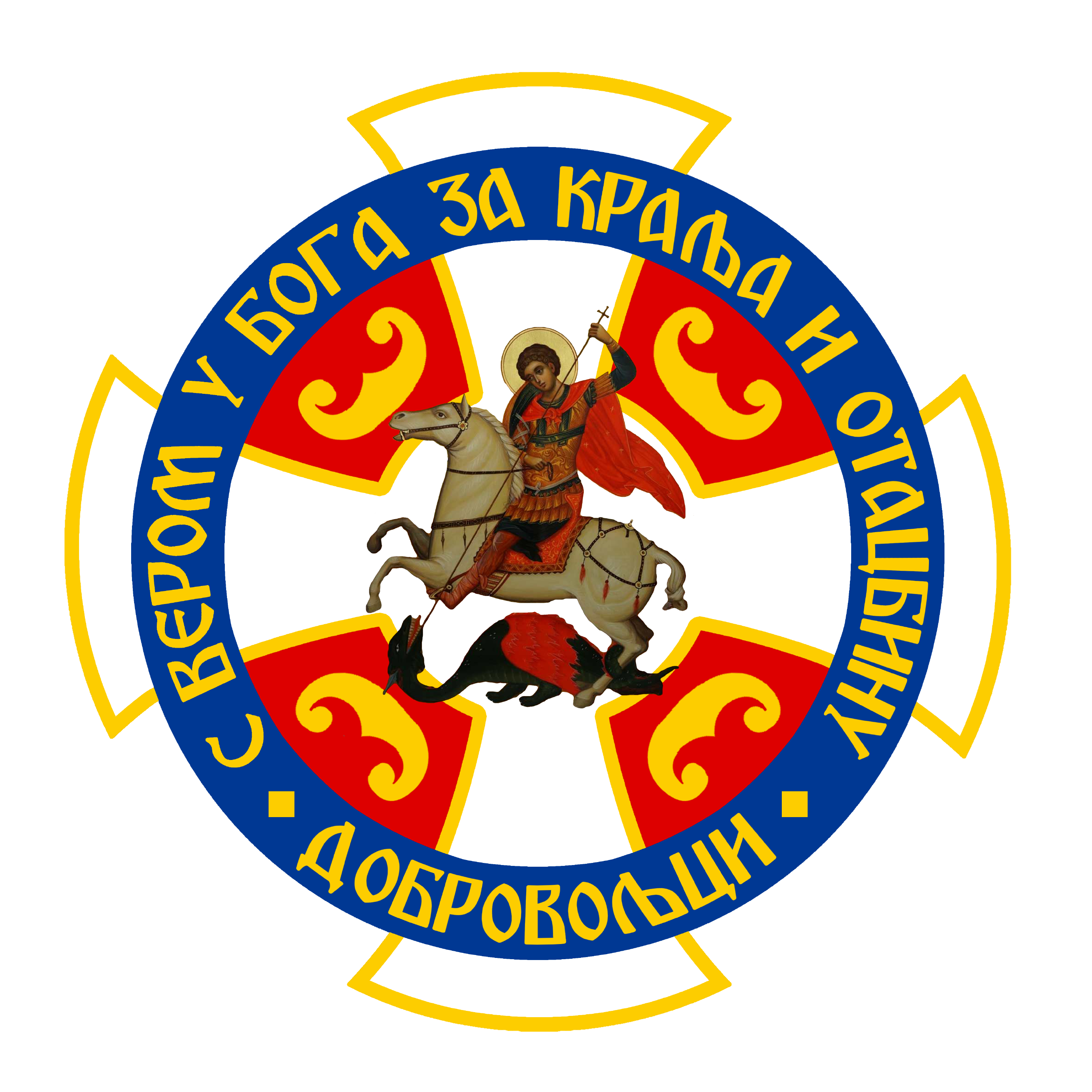
نشان سازمان شبه‌نظامی سپاه داوطلب صربستان (Ljotićevci). (1941–1945)
نشان واحد شبه‌نظامی گارد داوطلب صرب (Arkanovci). (1990–1996)

#### پلیس

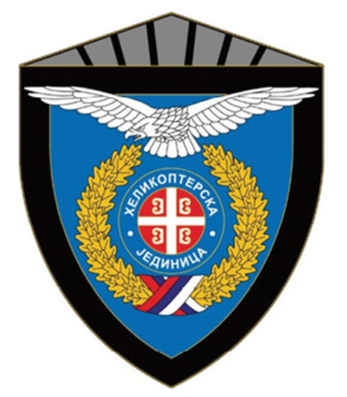
نشان واحد هلیکوپتر پلیس
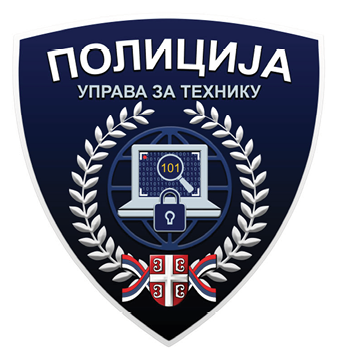
نشان اداره فنی پلیس

#### هوش

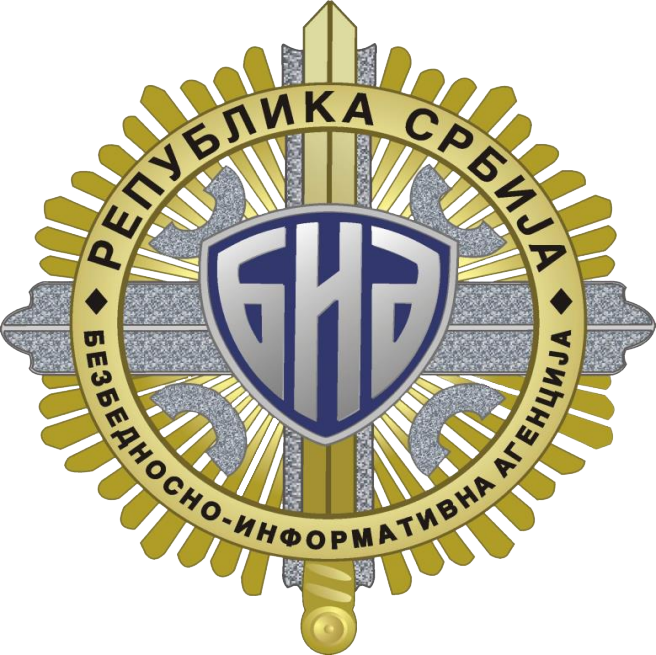
نشان سازمان اطلاعات امنیت
نشان اداره امنیت دولتی (۱۹۹۱–۲۰۰۲)

#### نشان‌ها و تزیینات

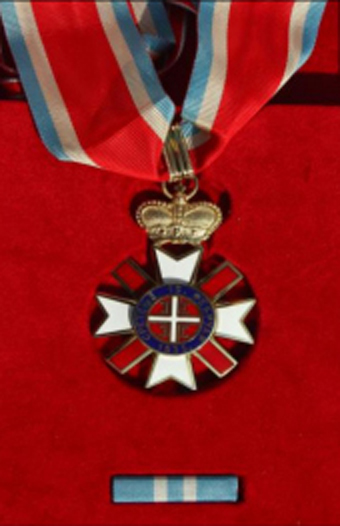
نشان Sretenje
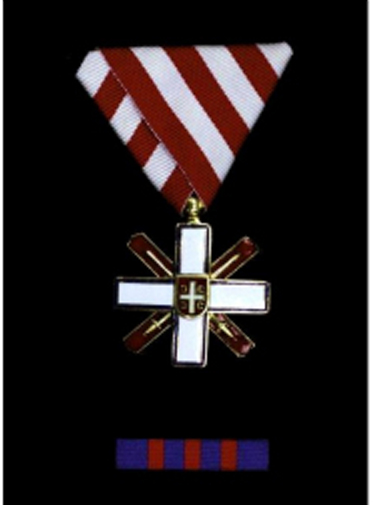
نشان شایستگی در دفاع و امنیت

#### علم و هنر

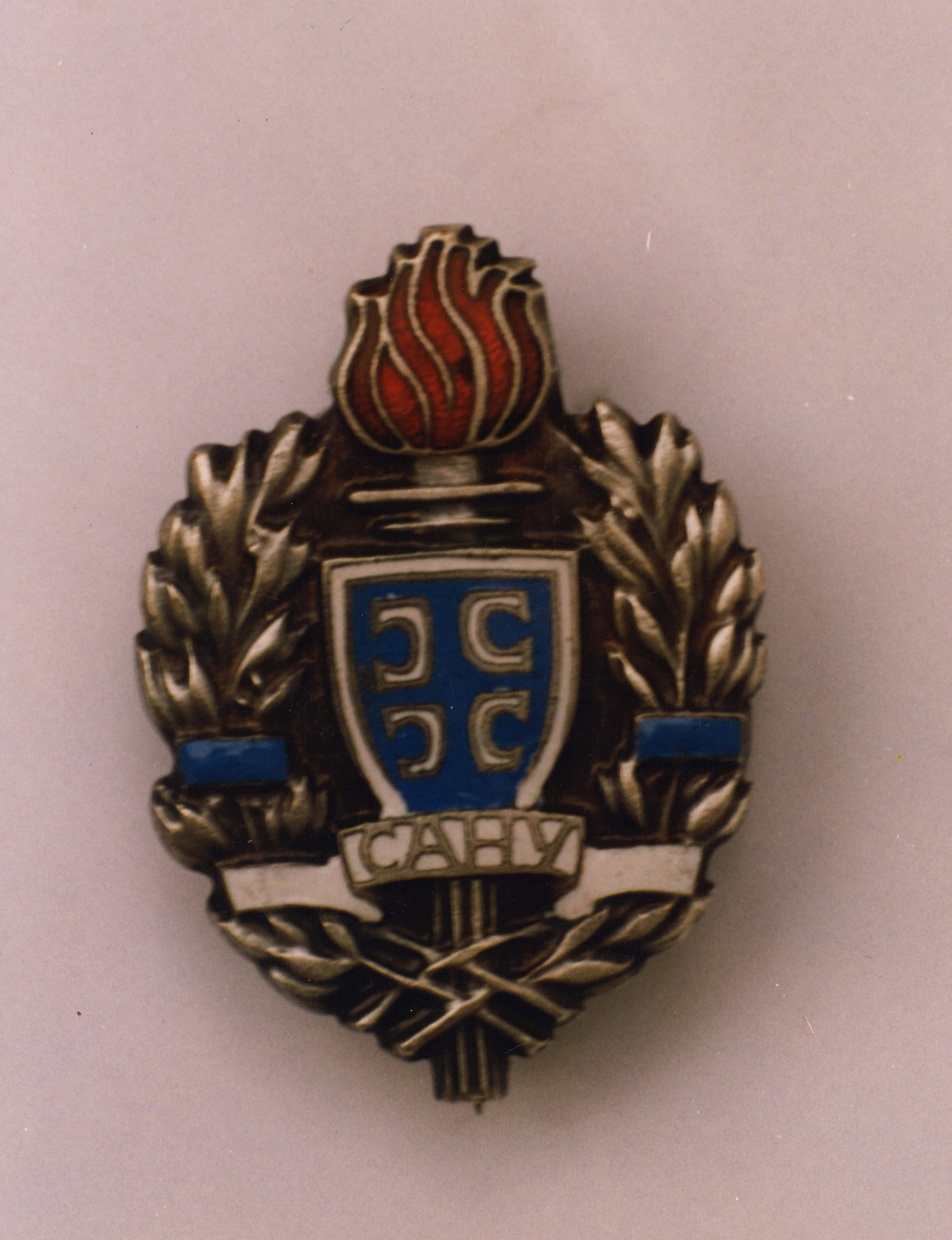
نشان عضو آکادمی علوم و هنر صربستان

#### دینی

پرچم کلیسای ارتدکس صربستان
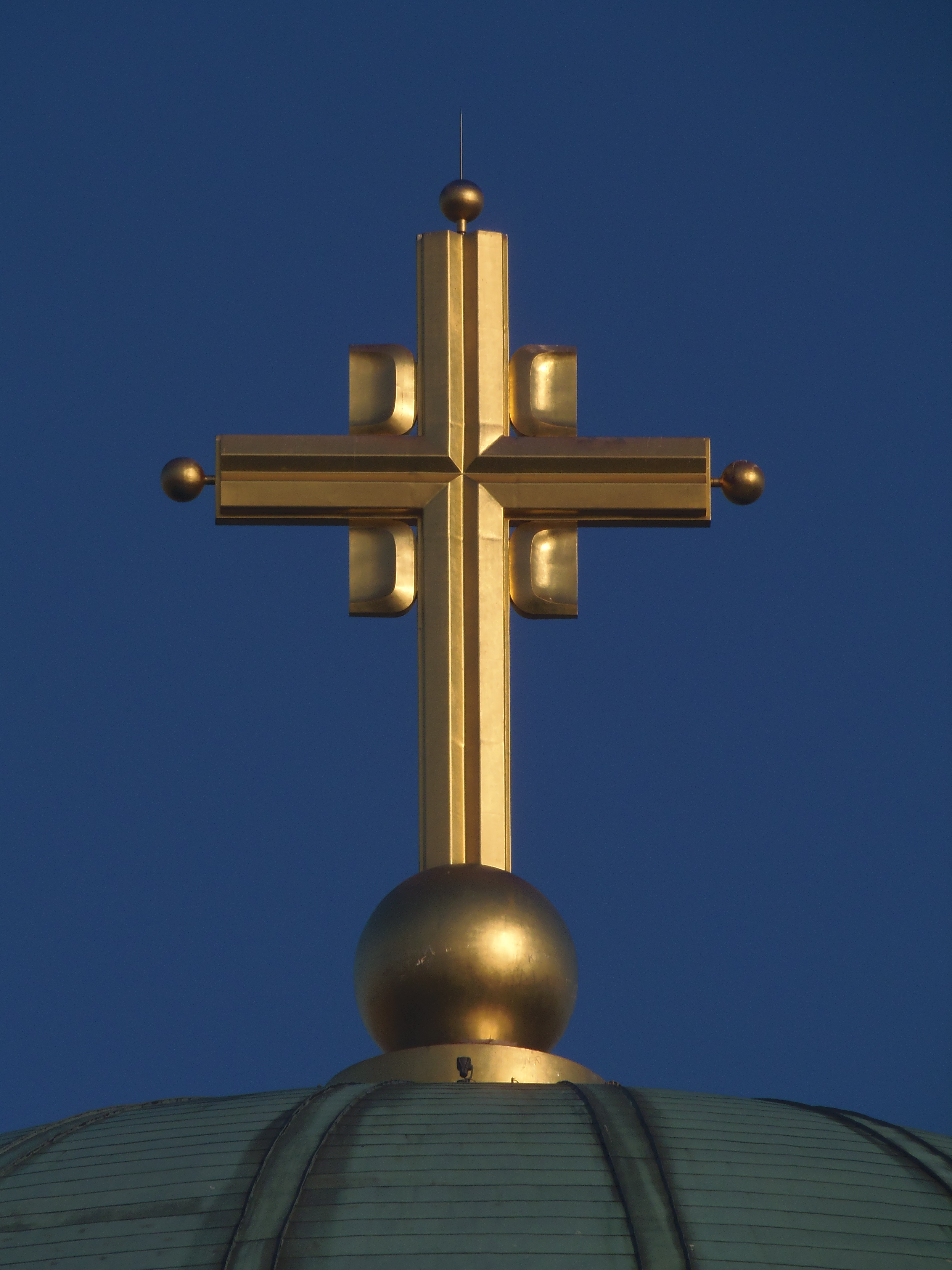
صلیب صربی بر روی گنبد  کلیسای سنت ساوا در بلگراد

#### ورزش‌ها

لوگوی کمیته المپیک صربستان

#### متفرقه

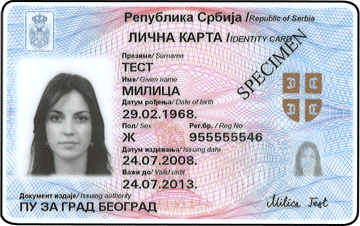
شناسنامه صربستان
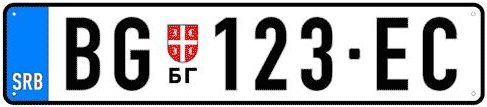
پلاک خودرو صربستان
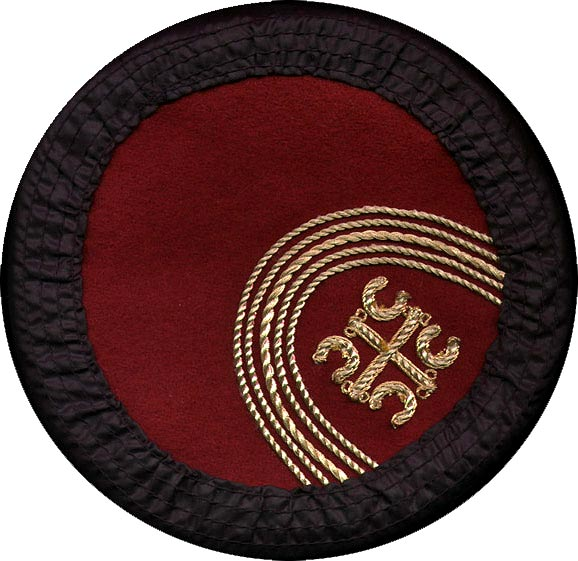
کلاه مونته نگرو
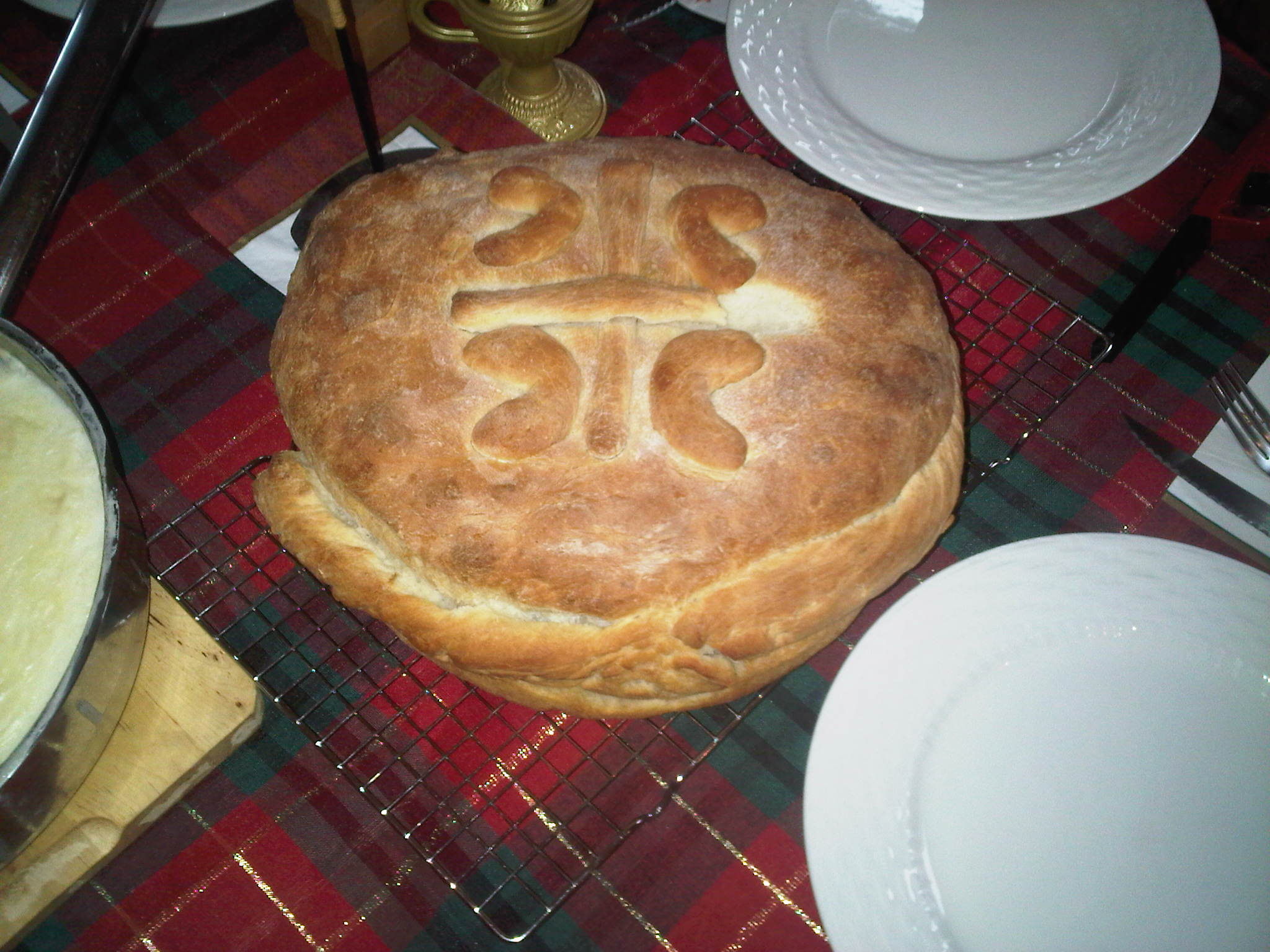
سسنیکا، نان کریسمس صربستان